# 北錫達鎮區 (內布拉斯加州桑德斯縣)
北錫達鎮區（英語：North Cedar Township）是位於美國內布拉斯加州桑德斯縣的一個行政鎮區。

## 地方資料
北錫達鎮區的面積為57.24平方千米，當中陸地面積為56.41平方千米，而水域面積為0.83平方千米。根據2020年美國人口普查的數據，當地共有人口797人，而人口密度為每平方千米13.92人。